# Drantum (Adelsgeschlecht)

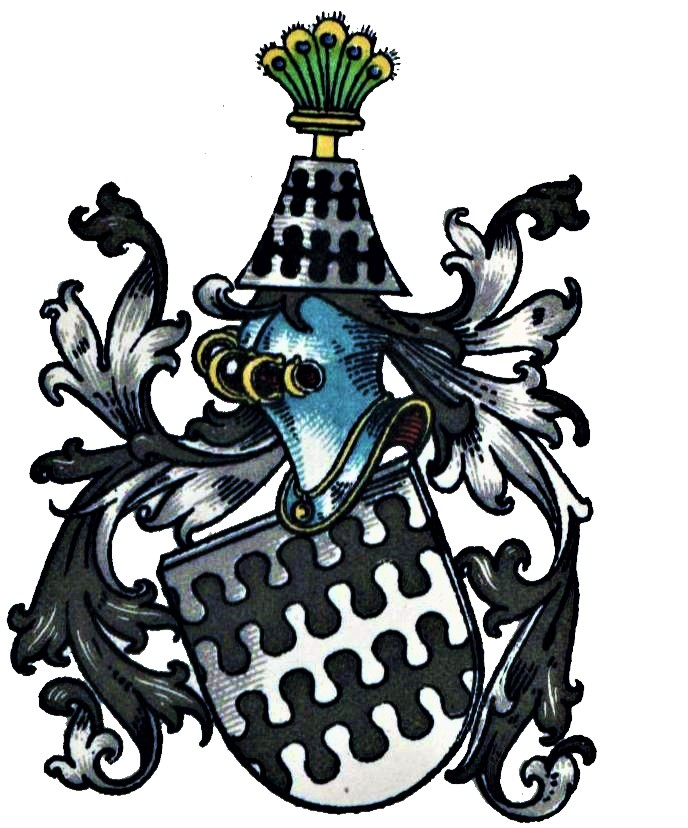
Wappen derer von Drantum im Wappenbuch des Westfälischen Adels

Drantum (auch: Dranthem, Dratum, Trandhem, Thranthem o. ä.) ist der Name eines westfälischen Adelsgeschlechts.
Die Familie ist eines Stammes mit den wappenähnlichen Herren von Budde.

## Geschichte
Das Geschlecht ist benannt nach einem gleichnamigen Gut in Drantum, heute ein Ortsteil von Melle. Die Familie stellte tecklenburgische Dienstmänner. Ein Hermann Budde von Tranthem erscheint von 1189 bis 1226. Seine Söhne hießen Gottschalk (urkundl. 1226–1237), Heinrich (urkundl. 1226–1237) und Hermann (urkundl. 1237–1254). Ferner erscheinen Lambert von Tranthem 1242–1247, Gottschalk, sein Sohn, 1271–1278, Lubert von Tranthem, Getrud seine Frau, 1261–1283, Ludeke/Ludolf 1236–1265, der Drost Lippold von Tranthem 1281 und Hermann von Dranthem 1312.
Die letzte Erbtochter, Anna von Drantum, heiratete Philipp Balthasar von Amelunxen zu Burg Gesmold um 1561.

## Wappen
Blasonierung: In Silber zwei Reihen schwarzer Wolken. Auf dem Helm ein Schirmbrett (wie ein abgestumpfter Kegel geformt) in den Tinkturen des Schildes, darüber eine goldene Säule mit grünem Pfauenbusch. Die Helmdecken sind schwarz-silbern.